# Поликарп (Приймак)
Епископ Поликарп (в миру Георгий Кондратьевич Приймак; 1 (14) апреля 1912, Владивосток — 23 июля 1989, Симферополь) — епископ Русской православной церкви, епископ Пензенский и Саранский.

## Биография
Родился во Владивостоке 1 апреля 1912 года в крестьянской семье.
Затем семья переехала в Маньчжурию, где Георгий окончил среднюю школу в 1930 году. Вместе с матерью в 1932 году он приехал в Японию и познакомился с митрополитом Японским Сергием (Тихомировым) (Московский патриархат), который стал лично руководить его обучением. Вероятно, Георгий стал студентом Токийской духовной семинарии, хотя прямого упоминания об этом не обнаружено.
8 марте 1936 года рукоположён митрополитом Сергием во диакона. 13 марта пострижен в монашество, а 15 марта — рукоположён во иеромонаха.

### Корейская духовная миссия
В марте 1936 года митрополитом Японским Сергием (Тихомировым) назначен заведующим Духовной Миссией в Корее, которая в то время находилась в подчинении Токийской кафедре.
По сведениям митрополита Мануила (Лемешевского), назначение Поликарпа миссионером в Корею было утверждено указом местоблюстителя Московского патриаршего престола митрополита Сергия (Страгородского). Как сообщал журнал Японской митрополии «Православный вестник», о. Поликарп:

30 марта, причастившись у митрополита Сергия (Тихомирова) и получив благословение, он покинул Токио… Иеромонах Поликарп владеет не только русским, но и английским и японским языками, поэтому сможет окоромлять всех прихожан Корейской церкви: и русских, и корейцев, и японцев.
Обосновавшись в Сеуле, иеромонах Поликарп стремился сохранить разбросанную паству, а также возродить миссионерскую активность, несмотря на крайнюю скудость средств не позволявшую открывать школы и содержать катехизаторов. При нём в 1936 году Миссия организовала строительство часовни-церкви в Омпо на севере Кореи. Иеромонах Поликарп неизменно служил в праздничные и воскресные дни, а Великим Постом — каждый день Первой и Страстной седмиц. С развитием войны, японские власти строго ограничивали деятельность Миссии окоромлением русских эмигрантов, стараясь свести к минимуму общение русских с корейцами, и литургии проводились на церковнославянском.
8 октября 1941 года, под давлением японских властей, митрополит Сергий Токийский, ранее уже отстраненный от управления своей кафедрой, был вынужден также сложить с себя полномочия начальника Духовной Миссии в Корее и назначить отца Поликарпа начальником Миссии с возведением его в сан архимандрита.
11 августа 1945 года, Миссия была передана в ведение Восточно-Азиатского Экзархата, а патриаршим указом от 27 декабря 1945 года объявлена «временно самостоятельной» под управлением архимандрита Поликарпа в подчинении Московского Патриархата.
После Второй мировой войны, когда Япония и южная Корея оказались под контролем США, а север Кореи — под контролем СССР. При активном содействии американских оккупационных властей, в начале 1947 года большинство православных верующих в Японии вошли под управление епископа Вениамина (Басалыги) из Северо-Американской Митрополии во главе с митрополитом Феофилом (Пашковским), находившейся в расколе с Московским Патриархатом.
В то же время, паства архимандрита Поликарпа в Сеуле пополнилась многими беженцами из Северной Кореи, включая русских эмигрантов. Тогда как архимандрит Поликарп восстановил связь с Патриархией и вошёл в отношения с местным Генеральным Консульством СССР, новые власти Южной Кореи, многие русские эмигранты, а также комитет корейских верующих настаивали на выходе из подчинения Москве.
В июне 1947 года недовольные русские и корейские верующие направили прошения архиепископу Вениамину в Токио в которых обвиняли архимандрита Поликарпа в ряде грубых проступков и просили назначить нового начальника для Миссии, но с помощью местных западных миссионеров, знавших архимандрита Поликарпа, конфликт был на время разрешён.
В октябре 1948 года корейский диакон Алексей Ким Ли Хан был рукоположён в Токио архиепископом Вениамином (Басалыгой) во пресвитера и назначен начальником Миссии. Вернувшись в Корею с помощью своих союзников и полиции, Алексей Ким завладел Миссией 12 декабря 1948 года, а отец Поликарп был заточён в тюрьму Кемукван. 29 декабря за отсутствием вины отпущен, но чиновники, ставшие на сторону корейского комитета верующих с Алексеем Кимом во главе, уже оформили перевод имущества Миссии. Некоторое время архимандрит Поликарп жил подаянием, отказываясь ходить в церковь к раскольникам, но принял все меры, чтобы вернуть миссию через суд, так как имел для этого законные основания.
18 июня 1949 года был вторично арестован вместе со своей матерью и обвинён в шпионаже в пользу Советского Союза. В своём заявлении, появившемся в «Известиях» от 21 июля 1949, он передаёт подробности, сообщает о применении к нему пыток. Архимандриту Поликарпу заявили, что поскольку стало известно о принятии его в советское гражданство, то он подлежит высылке по распоряжению южнокорейских властей. 29 июня архимандрита Поликарпа и его престарелую мать, лишённых имущества, отконвоировали к 38-й параллели и выслали в Северную Корею.

### 1949—1957 годы
В конце августа 1949 года архимандрит Поликарп выехал в Харбин, где стал служить в Никольском кафедральном соборе в клире Восточно-Азиатского Экзархата, а 21 декабря 1950 года приехал в Москву.
В сентябре 1951 года был назначен начальником Русской Духовной Миссии в Иерусалиме, где и пробыл до апреля 1955 года.
После служил в Мукачеве Закарпатской области, где он был духовником Николаевского женского монастыря.

### Епископ
В среду 17 июля 1957 года в Патриарших покоях Свято-Троице-Сергиевой Лавры состоялось наречение архимандрита Поликарпа во епископа Кировского и Слободского. Чин наречения совершали патриарх Алексий I, архиепископ Одесский и Херсонский Борис (Вик), епископ Орловский и Брянский Иероним (Захаров), епископ Ташкентский и Среднеазиатский Ермоген (Голубев), епископ Смоленский и Дорогобужский Михаил (Чуб), епископ Свердловский и Ирбитский Донат (Щеголев) и епископ Лужский Алексий (Коноплёв).
В пятницу 19 июля 1957 года в трапезном храме Свято-Троице-Сергиевой Лавры архимандрит Поликарп был хиротонисан во епископа Кировского и Слободского. Хиротонию совершали: Патриарх Алексий I, епископ Смоленский и Дорогобужский Михаил (Чуб), епископ Свердловский и Ирбитский Донат (Щеголев) и епископ Лужский Алексий (Коноплёв).
С 16 марта по июнь 1961 года временно управлял Ижевской епархией.
При его попустительстве власти массово закрывали храмы в епархии. В самом Кирове в октябре 1962 года была закрыта Феодоровская церковь, и на город с населением в четверть миллиона человек остался единственный храм.
С 16 ноября 1962 года — епископ Архангельский и Холмогорский.
27 января 1966 года был назначен епископом Ивановским и Кинешемским. Будучи мягким в общении с духовенством и мирянами и менее инициативный, чем его предшественник, он допустил ослабление церковной дисциплины.
Согласно характеристике, написаннаой на него ивановским уполномоченным:

Интересуется стариной, памятниками архитектуры и культуры и особенно живописью. Сам пишет маслом, выезжает на этюды. Несколько раз побывал в г. Суздале и посёлке Палех. С одобрением встретил сообщение о создании Общества по охране памятников истории и культуры. Из средств епархии 300 рублей, а из личной зарплаты 25 рублей переводит ежемесячно на текущий счёт этого Общества. Проявляет интерес к литературе, много приобретает книг, главным образом по искусству. Завёл знакомство в книжных магазинах, и ему там оставляют всё, что получают наиболее интересного. Систематически читает периодические издания и особенно журналы. Нередко делится мнениями по прочитанному. Сам написал исследование по архивным документам одного из монастырей бывшей Вятской епархии и по памятникам Суздальского заповедника… Взаимоотношения строит правильно. Не было ни одного случая, чтобы епископ Поликарп не выполнил даваемых рекомендаций. В беседах неизменно вежлив и предупредителен. Интереса к политическим вопросам не проявляет и разговоров на эти темы избегает. По характеру спокоен, самолюбив…

С 30 июля 1968 года — епископ Пензенский и Саранский.
16 декабря 1969 года решением Священного Синода уволен на покой. Проживал в Симферополе, любил заниматься живописью. В последние годы жизни страдал болезнью ног.
Скончался 23 июля 1989 года в 6 часов вечера. Погребён на кладбище в селе Пионерское, на горе, в тех местах, где он часто рисовал.